# Conus inconstans
Espèce
Statut de conservation UICN

 LC  : Préoccupation mineure
Conus inconstans est une espèce de mollusques gastéropodes marins de la famille des Conidae.
Comme toutes les espèces du genre Conus, ces escargots sont prédateurs et venimeux. Ils sont capables de « piquer » les humains et doivent donc être manipulés avec précaution, voire pas du tout.

## Description
La taille de la coquille varie entre 22 mm et 28 mm.

## Distribution
Cette espèce est présente dans la mer des Caraïbes au large du Panama.

### Niveau de risque d’extinction de l’espèce
Selon l'analyse de l'UICN réalisée en 2011 pour la définition du niveau de risque d'extinction, cette espèce se trouve autour de Porto Rico. Il n'y a pas de risques connus pour cette espèce, mais une certaine dégradation potentielle de l'habitat due au développement côtier. Cette espèce est classée dans la catégorie préoccupation mineure.

## Taxonomie

### Publication originale
L'espèce Conus inconstans a été décrite pour la première fois en 1877 par le zoologiste et illustrateur britannique Edgar Albert Smith (1847-1916) dans la publication intitulée « Annals and Magazine of Natural History »,.

### Synonymes
- Conus (Dauciconus) inconstans E. A. Smith, 1877 · appellation alternative
- Purpuriconus inconstans (E. A. Smith, 1877) · non accepté